# Frederic Manning
Frederic Manning (Sydney, 22 de julho de 1882 — Hampstead, 22 de julho de 1935) foi um escritor e poeta australiano.

## Obras

### Em português
- The Middle Parts of Fortune: Somme & Ancre, 1916 (1929; publicado no Brasil: “Soldados rasos”, Ed. Carambaia, 2015 (1ª ed.), tradução de Fal Azevedo)[1][2]

### Outras obras
- Frederic Manning:  The Vigil of Brunhild: a narrative poem  J. Murray  London 1907
- Frederic Manning:  Scenes and Portraits  J. Murray  London 1909
- Frederic Manning:  Poems  J. Murray  London 1910
- Frederic Manning:  Eidola  J. Murray  London 1917
- Frederic Manning:  The Life of Sir William White  J. Murray  London 1923
- Walter Charleton:  Epicurus's Morals: collected and faithfully Englished (com um ensaio introdutório de Frederic Manning)  Peter Davies  London 1926
- Private 19022:  Her Privates We  Peter Davies  London 1930 ISBN 1-85242-717-5
- Frederic Manning:  Scenes and Portraits (revised enlarged edition)  Peter Davies  London 1930
- Manning, Frederic (1977). The middle parts of fortune: Somme & Ancre, 1916 (introduction by Michael Howard). [S.l.]: Peter Davies. ISBN 0-432-09081-9
- Manning, Frederic (1999). Her Privates We (introduction by William Boyd). [S.l.]: Serpent's Tail. ISBN 1-85242-717-5